# Krachia
Krachia là một chi minte ốc biển, là động vật thân mềm chân bụng sống ở biển trong họ Cerithiopsidae.

## Các loài
Các loài thuộc chi Krachia bao gồm:
- Krachia cossmanni (Dautzenberg & Fischer H., 1896)
- Krachia cylindrata (Jeffreys, 1885)
- Krachia guernei (Dautzenberg & Fischer H., 1896)
- Krachia obeliscoides (Jeffreys, 1885)
- Krachia tiara (Monterosato, 1874)